# Pioneer (Floryda)
Pioneer – jednostka osadnicza w Stanach Zjednoczonych, w stanie Floryda, w hrabstwie Hendry.